# Rhopalus parumpunctatus
Rhopalus parumpunctatus är en insektsart som beskrevs av Friedrich von Schilling 1829. Rhopalus parumpunctatus ingår i släktet Rhopalus, och familjen smalkantskinnbaggar. Arten är reproducerande i Sverige.

## Bildgalleri

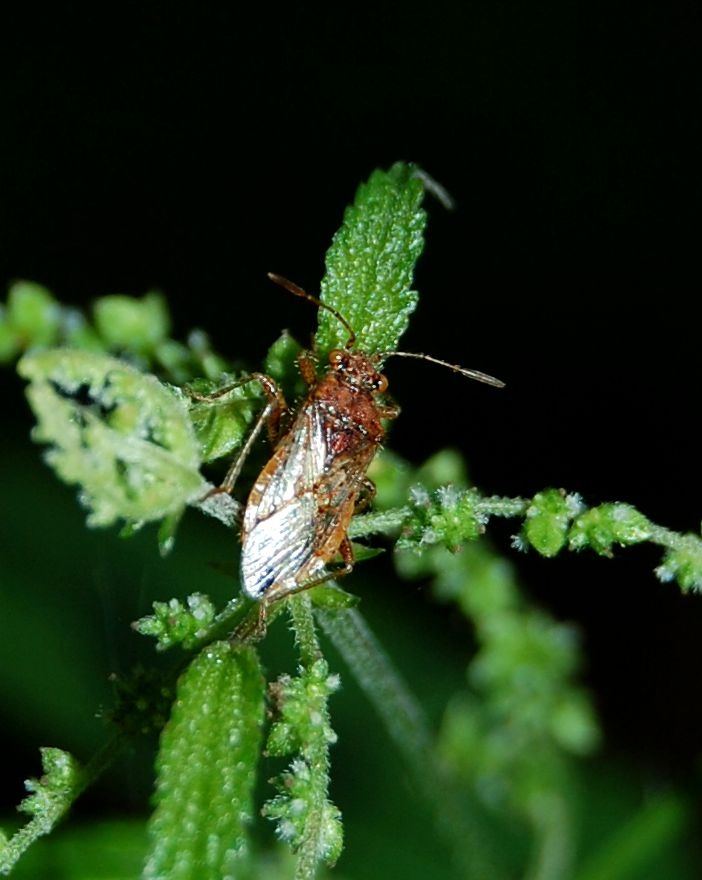
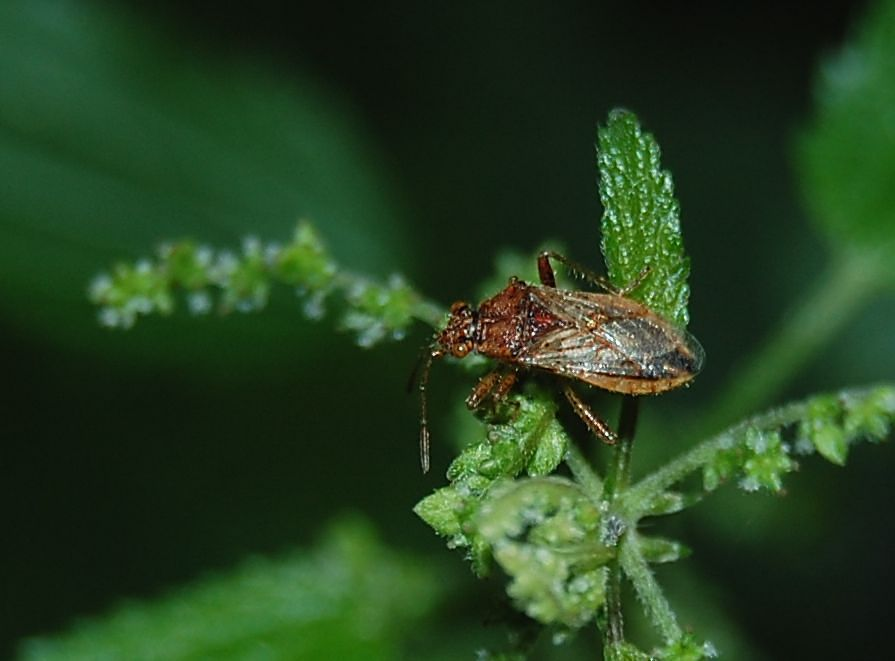